# T. E. B. Clarke
T. E. B. “Tibby” Clarke, eigentlich Thomas Ernest Bennett Clarke (* 7. Juni 1907 in Watford; † 11. Februar 1989 in London) war ein englischer Drehbuchautor.

## Leben
Clarke studierte in Cambridge und arbeitete danach in Australien, Argentinien und London als Reporter. 1932 veröffentlichte er sein erstes Buch und kam 1943 zu den Ealing Studios, für die er fortan als Drehbuchautor tätig war. Es entstanden überwiegend Komödien. Sein größter Erfolg war der Gewinn des Oscars für das beste Drehbuch im Jahr 1953 mit Das Glück kam über Nacht. Die weiteren Filme nach seinen Drehbüchern waren nicht mehr so erfolgreich, am Ende seiner Karriere entstanden nur noch belanglose Kinderfilme. 1961 folgte noch eine Oscarnominierung für ihn und Gavin Lambert für Söhne und Liebhaber.

## Filmografie (Auswahl)
- 1947: Die kleinen Detektive (Hue and Cry)
- 1949: Blockade in London (Passport to Pimlico)
- 1950: Die blaue Lampe (The blue Lamp)
- 1951: Das Glück kam über Nacht (The Lavender Hill Mob)
- 1951: Dakapo (Encore)
- 1952: Titfield-Expreß (The Titfield Thunderbolt)
- 1954: Kleiner Jockey ganz groß (The Rainbow Jacket)
- 1957: Kapitän Seekrank (Barnacle Bill)
- 1958: Chefinspektor Gideon (Gideon's Day)
- 1958: Herzlich willkommen im Kittchen (Law and disorder)
- 1958: Zwei Städte (A tale of two cities)
- 1960: Söhne und Liebhaber (Sons and lovers)
- 1963: Das Schaukelpferd (Horse without a head)
- 1966: Willkommen, Mister B. (A man could get killed)
- 1978: Ein Loch in der Zeit (A hitch in the time)
- 1980: Wie versteckt man einen Esel? (High rise donkey)